# Mocidade Unida da Mineira
Grêmio Recreativo Bloco Carnavalesco  Mocidade Unida da Mineira é um bloco carnavalesco da cidade do Rio de Janeiro. Oriunda do Morro da Mineira, no Catumbi.

## História
Em 2010, desfilou em Bonsucesso, pelo Grupo 3, com o enredo “Nas asas de Pégasus o samba se faz imortal”, obtendo a 5ª colocação.
Em 2011 apresentou o enredo "Pra te dizer que falei das flores", terminando na 6ª colocação no grupo 3. Por muito pouco não foi rebaixada o quarto grupo, tendo vencido no critério de desempate da Unidos de Parada Angélica. Acabou sendo rebaixada em 2013, mas foi campeã do grupo 4 no ano seguinte. Dois anos após, em 2016, foi a quarta colocada do Grupo 3, subindo para o Grupo 2.
Finalmente, em 2018, foi campeã do segundo grupo, conseguindo o acesso à primeira divisão do blocos.

## Segmentos

### Presidentes
| Nome                                   | Mandato        | Ref.  |
| -------------------------------------- | -------------- | ----- |
| Marcos Vinicios dos Santos de Oliveira | 1990 - ?       | [ 2 ] |
| Claudio Jorge Elias "Nem"              | ? - atualidade | [ 3 ] |

### Diretores
| Ano  | Diretor de Carnaval | Diretor geral de harmonia | Mestre de bateria | Ref.  |
| ---- | ------------------- | ------------------------- | ----------------- | ----- |
| 2020 |                     |                           | Villa-lobos       | [ 4 ] |

### Coreógrafo
| Ano  | Nome             | Ref. |
| ---- | ---------------- | ---- |
| 2017 | Djeferson Mendes |      |

### Casal de Mestre-sala e Porta-bandeira
| Ano       | Nome                            | Ref.  |
| --------- | ------------------------------- | ----- |
| 2017-2020 | Paulo Erick e Marcelle Oliveira | [ 4 ] |

### Rainhas de bateria
| Período | Rainha       | Madrinha | Ref. |
| ------- | ------------ | -------- | ---- |
| 2017    | Ariane Souza |          |      |

### Intérprete
| Período     | Intérprete          | Ref.  |
| ----------- | ------------------- | ----- |
| 2013 - 2019 | Claudinho do Pagode | [ 4 ] |
| 2020        |                     |       |

## Carnavais
| Ano  | Colocação       | Grupo     | Enredo | Carnavalesco                         | Ref.         |
| ---- | --------------- | --------- | --- | ------------------------------------ | ------------ |
| 2008 | Campeã          | 3−Bloco   | De Janeiro a janeiro, O Rio é samba, Calor e alegria                                                                                    | Oziene Furttado e David Hygino       | [ 5 ]        |
| 2009 | 9º lugar        | 2−Bloco   | Catumbi, cantamos seus contos. | Oziene Furttado e David Hygino       | [ 6 ]        |
| 2010 | 5º lugar        | 3−Bloco   | Nas asas de Pégasus o samba se faz imortal                                                                                              | Elídio Fernandes Júnior              | [ 7 ]        |
| 2011 | 6º lugar        | 3−Blocos  | Pra te dizer que falei das flores | Oziene Furtado                       | [ 8 ]        |
| 2012 | 4º lugar        | 3−Bloco   | Saltei na Estação Errada | Jacks Ribeiro                        | [ 9 ]        |
| 2013 | 6º lugar        | 3−Bloco   | Futebol, Carioca, Alegria do povo | Oziene Furttado                      | [ 10 ]       |
| 2014 | Campeã          | 4−Blocos  | Estórias de um carnaval que era do povo!                                                                                                | Oziene Furttado                      | [ 11 ]       |
| 2015 | 7º lugar        | 3-Bloco   | Terra! Planeta Água! | David Hygino e Leandro Mourão        |              |
| 2016 | 4º lugar        | 3-Bloco   | Um Rio Olímpico abençoado por Zeus e bonito por natureza Compositores: Cei, Maicon Alves, Claudemir da lotação, D Boi e Rodrigo.        | Marcelo Alexandre                    | [ 12 ] [ 2 ] |
| 2017 | 3º lugar        | 2-Bloco   | É Brinquedo é brincadeira, a Mineira vai levantar poeira.                                                                               | David Hygino e Júlio César do Amaral |              |
| 2018 | Campeã          | 2−Blocos  | Na folia com a Mineira, O meu Nordeste vale mais!                                                                                       | David Hygino e Marcelo Alexandre     |              |
| 2019 | 9º lugar        | 1-Blocos  | |                                      | [ 4 ]        |
| 2020 | 7º lugar        | 1-Blocos  | No balanço da Mineira, a Estácio vai passar (Compositores:André Lima, Biquinho Azevedo, Clark Almeida, Claudinho do Pagode, e Da Bahia) | Darlene Higino                       | [ 3 ]        |
| 2022 | 5° lugar        | 1- Blocos | | Darlene Higino                       |              |
| 2023 | 7º lugar        | 1- Blocos | |                                      |              |
| 2024 | Desclassificada | 1- Blocos | S. Nanaite, a Voz do Morro |                                      |              |
| 2025 | 7° lugar        | 1- Blocos | África, a Nação Guerreira, Yorubá | André Tabuquini                      |              |